# Кукурано (Пезаро и Урбино)
Кукурано (итал. Cuccurano) је насеље у Италији у округу Пезаро и Урбино, региону Марке.
Према процени из 2011. у насељу је живело 3469 становника. Насеље се налази на надморској висини од 47 м.